# Pascal Guy
Pour les articles homonymes, voir Guy.
Pascal Guy est un écrivain français né à Tours le 11 avril 1968.

## Biographie
À la suite de son expérience avec le ministère de la Coopération au moment de la crise rwandaise, il écrit un roman français sur le génocide rwandais, Mille collines. Son second roman, Arcadia, est une variation géopolitique en forme d'hommage à Albator et à Vingt mille lieues sous les mers de Jules Verne qui traite de pirates modernes et de sous-marins ainsi que des principaux conflits de la fin du XXe siècle.
Il travaille sur une Petite Encyclopédie des Grands Oubliés de l’Histoire, et a terminé en 2008 Le Vent se Lève, premier chant de l’Aigle Amoureuse, saga historique sur la campagne de Russie de 1812, vue à la modeste échelle d’un bataillon d’infanterie de ligne français.

## Œuvres
- Mille collines, Éditions du Moine bourru, 2001,  (ISBN 2911878019)
- Arcadia, Éditions Mycroft's Brother, 2003